# Andreea Orosz
Andreea Rodica Orosz, coniugata Oláh (Satu Mare, 19 febbraio 1986), è un'ex cestista rumena.
Alta 179 cm, giocava come guardia.

## Carriera
Con la Romania ha disputato due edizioni dei Campionati europei (2007, 2015).